# Odivelas FC
Der Odivelas Futebol Clube war ein portugiesischer Fußballverein aus Odivelas.

## Geschichte
Der Ovidelas FC wurde 1939 gegründet. Lange Zeit spielte die Wettkampfmannschaft der Männer nur im unterklassigen Ligabereich und trat vor allem im Rahmen des Taça de Portugal überregional in Erscheinung. 1993 gewann die Mannschaft die Viertligameisterschaft und trat in der drittklassigen Segunda Divisão B an, in der sie sich bis zum Abstieg als Tabellenschlusslicht gemeinsam mit CD Montijo, CD Olivais e Moscavide und Louletano Desportos Clube am Ende der Spielzeit 1996/97 hielt. 1999 folgte der Abstieg aus der Terceira Divisão in den regionalen Ligabereich, dem nach dem direkten Wiederaufstieg als Vizemeister hinter CD Olivais e Moscavide der Durchmarsch in die drittklassige Segunda Divisão folgte. 
Bis zum erneuten Abstieg 2010 hielt sich die Mannschaft in der Liga, stürzte aber anschließend wieder in den regionalen Ligabereich ab und musste in der Folge mit finanziellen Problemen kämpfen. Die Frauenfußballmannschaft des Klubs spielte bis dato ebenfalls zeitweise in der Ligapyramide des Campeonato Nacional de Futebol Feminino, nach dem Gewinn der Zweitligameisterschaft 2010 wurde sie jedoch nach der Insolvenz des Gesamtvereins aus dem Spielbetrieb genommen. Der Klub veräußerte das Heimstadion Estádio Arnaldo Dias, das später abgerissen wurde. 
2014 gründete sich der Klub als Sociedade Anónima Desportiva neu, nahm aber nur kurzzeitig am unterklassigen Spielbetrieb teil. Parallel versuchten Anhänger, den Odivelas FC wiederzubeleben. Nachdem die SAD zwei Jahre nicht mehr am Spielbetrieb teilgenommen hatte, meldete sie 2018 erneut Insolvenz an.